# Tom has a plant
|  | Denne artikel er oprettet af botten Steenthbot ud fra en ekstern database. Den kan derfor have sproglige fejl eller mangler. Denne skabelon kan fjernes efter kontrol af indholdet. |

Tom has a plant er en dansk animationsfilm fra 2019 instrueret af Thinh Nguyen.